# Реакция Вассермана

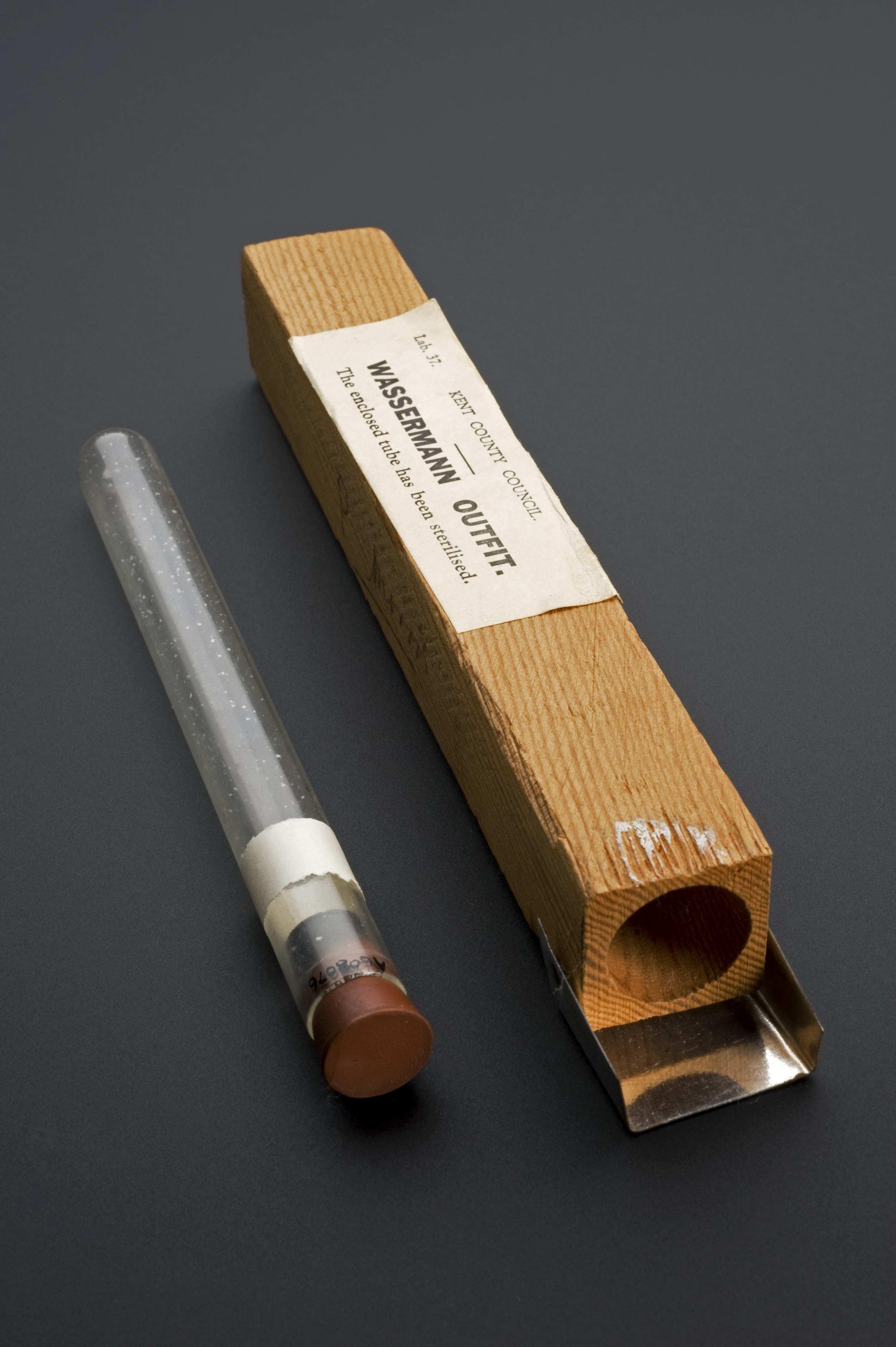
Инвентарь для проведения реакции Вассермана. Ныне музейный экспонат

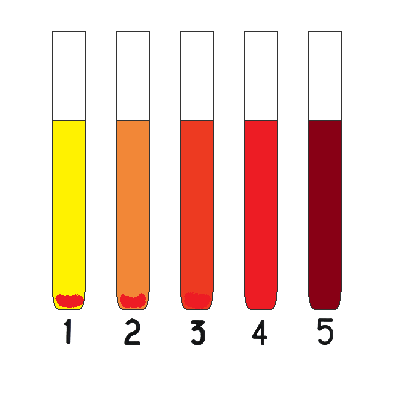
Реакция «четырёх крестов»: 1. «++++» — резко положительная реакция — полная задержка гемолиза;
2. «+++» — положительная реакция — значительная задержка гемолиза;
3. «++» — слабоположительная реакция — частичная задержка гемолиза;
4. «+» — сомнительная реакция - незначительная задержка гемолиза;
5. «-» — отрицательная реакция — полный гемолиз («лаковая кровь»).

Реакция Вассермана (RW), или ЭДС (экспресс-диагностика сифилиса) — метод диагностики сифилиса.
Названа по имени немецкого иммунолога Августа Вассермана, предложившего методику проведения этой реакции. В клинической практике зачастую все методы диагностики сифилиса называют реакцией Вассермана, хотя в лабораторной диагностике данная методика не используется в России с 1980-х годов. Преимуществом реакции является простота её выполнения, недостатком — низкая специфичность, приводящая к ложноположительным результатам.
В настоящее время метод устарел и заменён реакцией микропреципитации (МР, или РМП (микрореакция с плазмой и инактивированной сывороткой (или реакция микропреципитации); RPR (тест быстрых плазменных реагинов (Rapid Plasma Reagins)) и др.).

## История
Первый нетрепонемный тест, опубликован в 1906 г., назван реакцией Вассермана, основан на реакции связывания комплемента Борде-Жангу. История открытия реакции Вассермана подробно описана в книге Л.Флека (1896—1961) «Возникновение и развитие научного факта» (первое оригинальное издание вышло в 1935 г.).

## Техника
В образец крови или ликвора вводится антиген — кардиолипин из бычьего сердца. Сифилис-неспецифические антитела образуют реакцию с липидом — реакцию Вассермана антител антифосфолипида. Интенсивность реакции (1, 2, 3, или 4) указывает на серьёзность поражения.
Принцип: Образовавшийся в крови больного комплекс АГ-АТ сорбирует введенный в реакцию экзогенный комплемент. Гемолиз эритроцитов индикаторной системы (эритроциты барана-гемолитическая сыворотка) при этом отсутствует. Если же в крови больного нет АТ к возбудителю, происходит гемолиз эритроцитов барана в результате их взаимодействия с гемолитической сывороткой в присутствии свободного комплемента.

## Диагностическая ценность
При первичном сифилисе реакция Вассермана становится положительной на 6—8 неделе течения заболевания (в 90 % случаев), при вторичном сифилисе она положительна в 98—100 % случаев. Вместе с другими серологическими реакциями (РПГА, ИФА, РИФ) позволяет не только выявить наличие возбудителя, но и выяснить приблизительный срок заражения.
По этой реакции (помимо осмотра пациента и других лабораторных исследований) оценивается эффективность проводимого лечения. Материалом для анализа является кровь пациента, которая берётся из вены. В процессе исследования крови происходит реакция связывания комплемента (РСК), позволяющая выявить наличие в крови антител к Treponema pallidum.
Реакция Вассермана также применяется в психиатрии для диагностирования прогрессивного паралича.

## Специфичность
Реакция не специфична для сифилиса. Возможны положительное проявление реакции Вассермана и у здоровых людей при некоторых других, отличных от сифилиса заболеваниях (туберкулёз, системная красная волчанка, заболевания крови) и физиологических состояниях (беременность) и после родов. При малярии, туберкулёзе, некоторых вирусных и протозойных заболеваниях, проказе, пемфигусе, лептоспирозе, новообразованиях, во время менструации, после наркоза, после употребления накануне взятия крови спиртных напитков, жирной пищи, лекарств, введения чужеродных сывороток тоже может быть получен положительный ответ. В таких случаях для уточнения диагноза используются другие методы (РПГА, ИФА, РИФ).
Также инфицированный человек может не давать положительной реакции, а успешно вылеченный человек может продолжать давать положительный ответ (известный как «быстрый Вассерман» или «фиксированный»).

## Современные методы диагностики сифилиса
Современные серологические тесты, применяемые для диагностики сифилиса, подразделяются на две большие группы: нетрепонемные и трепонемные.

### Нетрепонемные тесты
(В тестах используется антиген нетрепонемного происхождения — кардиолипин-холестерол-лецитиновый комплекс)
Тесты, рекомендованные к применению на территории Российской Федерации:
- РМП — реакция микропреципитации с плазмой и инактивированной сывороткой (чувствительность: от 81 % при первичном сифилисе до 94—99 % при вторичном и скрытых формах сифилиса)[6];
- RPR — тест быстрых плазменных реагинов (Rapid Plasma Reagins), или быстрый, или ускоренный плазмареагиновый тест;
- VDRL (Venereal Disease Research Laboratory) — тест исследовательской лаборатории венерических заболеваний.

Могут быть также использованы следующие их аналоги на территории Российской Федерации:
- TRUST — тест с толуидиновым красным и непрогретой сывороткой (Toluidin Red Unheated Serum Test);
- RST — тест на скрининг реагинов (Reagin Screen Test);
- USR — тест на реагины с непрогретой сывороткой (Unheated Serum Reagins) .

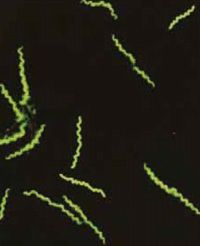
РИФ бледной трепонемы: Бледная трепонема имеет 8—12 завитков и светится зеленым

### Трепонемные тесты
(В тестах применяется антиген трепонемного происхождения — патогенная бледная трепонема, рекомбинантные белки, полученные генно-инженерным способом или пептиды, полученные путем искусственного химического синтеза.)
Основные трепонемные тесты, рекомендуемые к применению на территории России:
- ИФА — иммуноферментный анализ (ELISA — Enzymelynced immunosorbent assay, EIA – Enzyme immunoassay);
- РПГА — реакция пассивной гемагглютинации (ТРНА, TPPA — Treponema pallidum hemagglutination assay, Treponema pallidum partiсle agglutination assay);
- РИФ — реакция иммунофлюоресценции (FTA Fluorescent treponemal antibody);
- Иммуноблоттинг (Immunoblotting);
- ИХЛ — иммунохемилюминесценция (СLIA — Chemiluminescence Immunoassay);
- Простые быстрые тесты у постели больного — ПБТ (РОС — point of care tests);
- РИБТ (РИТ) — реакция иммобилизации бледных трепонем (TPI — Treponema pallidum immobilization test)[6].

## В популярной культуре
- Название «Вассерманова реакция» дал одной из своих ранних критических статей Борис Пастернак.
- На телеканале НТВ утром существовала передача «Реакция Вассермана»[8], которую вёл Анатолий Вассерман.